# Фалетау, Кули
Кули Фалетау (англ. Kuli Faletau, родился 30 декабря 1963 года в Нукуалофа) — тонганский регбист, игравший на позиции лока. Один из рекордсменов сборной Тонга по числу игр среди нападающих.

## Игровая карьера
Фалетау выступал на клубном уровне за тонганский клуб «Тоа-ко-Ма'афу», валлийские «Тонмаур», «Эббу-Вейл» и «Понтипул». За сборную Тонга провёл 20 тест-матчей, набрав 19 очков: две попытки и 9 очков за счёт забитых голов. В составе сборной сыграл на Кубке мира в 1999 году.

## Личная жизнь
У Кули трое сыновей. Один из них, Таулупе, также регбист и выступает за сборную Уэльса. Сам Кули в настоящее время служит в одной из церквей Уэльса.